# ヨーゼファ・ドゥシェック
ヨーゼファ・ドゥシェック（Josepha Duschek 旧姓ハンバッヒャー Hambacher 1754年3月6日 - 1824年1月8日）は、チェコのソプラノ歌手。友人であったヴォルフガング・アマデウス・モーツァルトは彼女のために数曲の楽曲を書いている。
名前は上記の様にドイツ語名で表されることが最も多い。チェコ語ではJosefína Duškováといい、これをさらにドイツ語綴りで表すとJosepha Duschkovaとなる。

## 生涯
1754年3月6日に、ヨーゼファ・ハンバッヒャーとして当時のオーストリア帝国の首都であったプラハに生を受けた。その後、生涯この街に住み続けることになる。父は薬屋を営むアントン・アダルベルト・ハンバッヒャー（ハンパッヒャーとも）であり、母はザルツブルク出身のマリア・ドメニカ・コロンバであった。父の薬屋は「白いユニコーン」と呼ばれる住居の中にあった。バロック様式で建築されたこの建物は古い街の広場に位置しており、そこでは20世紀に至るまで薬の商いが繁盛していた。
若い頃のヨーゼファはフランティシェク・クサヴェル・ドゥシェックについて音楽を学び、1776年10月21日には恩師と結婚する。夫は既に音楽教師として国際的な名声を得ていた。彼は音楽サロンでは客として歓迎を受けており、夫婦自身もベルトラムカ邸という名前の自宅に客人を招いていた。2人が音楽家として共演したかどうかはわかっていないが、彼らが頻繁に主催した音楽の集いには多くの著名人が訪れた。
ヨーゼファと夫の間にはアルベルト、アントン、マリアという3人の子が誕生した。子ども達は歌唱トリオとしてヨーロッパ中を旅して回り、モーツァルト、ベートーヴェン、シューベルトらに出会っている。
ヨーゼファは以前に美術のパトロンであったクリスティアン・フィリップ・クラム＝ガラス伯爵の恋人であった。伯爵は彼女に900グルテンの年金を供与したほか、バルトラムカ邸の購入にも力添えをしており、彼女はその後も長きにわたりこの関係から利益を得ていたと言われている。
歌手としての長いキャリアは順風満帆だった。プラハ、ウィーン、ザルツブルク、ドレスデン、ヴァイマル、ライプツィヒ、ワルシャワ、ベルリンなどの様々な都市で公演を行った。
彼女と夫はベートーヴェンと近しい関係にあった。ベートーヴェンは1796年のプラハ滞在中、この才能ある歌い手のために演奏会用アリア『ああ、不実なる人よ』作品65 を作曲している。彼女は予定が合わずに初演を歌うことこそできなかったものの、プラハや後にはライプツィヒでも歌唱している。初演を歌ったのはヨゼフィーネ・クラリ伯爵夫人であり、ベートーヴェンは後に彼女へ曲を献呈した。同作品は1808年にアン・デア・ウィーン劇場で開催された『アカデミー』でも披露されたが、歌い手となった17歳のヨゼフィーネ・シュルツ＝キリツキーはこの作品を歌うには力量不足だった。
ドゥシェックは固定の契約を結ぶことなく、常にフリーの歌手であり続けた。
1799年に夫が他界し、彼女は公の場に姿をみせなくなった。バルトラムカ邸を売却すると、プラハで徐々に小さなアパートに住みかえていき、1824年に没する頃には困窮していた。遺体はプラハのマロストランスキー墓地に埋葬された。

## モーツァルトとの関わり
母の出身地で、親戚も住んでいたザルツブルクを1777年に訪問したドゥシェックはモーツァルトに出会っている。この時にはモーツァルトは彼女にレチタチーヴォとアリア『ああ、私はそれを知っていた』 K.272を作曲した。
モーツァルトはオペラ『フィガロの結婚』の直後、1786年のウィーンの宮廷に先駆けた私的演奏会に彼女を帯同した。
ドゥシェックがモーツァルト家と交友関係を築いたこの時期、レオポルト・モーツァルトは彼女の歌唱に批判的で、娘に宛てて1786年4月21日に次のように書き送っている。「ドゥシェック氏がどのように歌ったか?述べねばなりません!彼女はナウマンのアリアで金切り声を上げ、これは大層ひどく、表現はこれまで通り大袈裟でありながら遥かに苛立たせるものでした。」
1787年、『フィガロの結婚』のプラハ公演が始まった。数多くのプラハの音楽愛好家たちがモーツァルトをプラハに招いて公演を聴いたのである。『ニューグローヴ世界音楽大事典』はドゥシェックと夫もその中にいただろうと論じている。
同年のうちにモーツァルトは次なるオペラ『ドン・ジョヴァンニ』を完成、上演すべくプラハに戻ってきた。この時には、モーツァルトはベルトラムカ邸でドゥシェック夫妻と共に過ごした。また、1791年9月にオペラ『皇帝ティートの慈悲』を完成させるにあたっても、この邸宅に滞在していた可能性がある。

### 『私の麗しい恋人よ、さようなら』
1787年の滞在時、モーツァルトは演奏会用アリア『私の麗しい恋人よ、さようなら』K.528を作曲している（1787年11月3日の日付）。このアリアの作曲にはいくぶん通常と異なるところがあった。モーツァルトの息子のカール・トーマスが語ったものとして次の逸話が残されている。
ペトランカ[ママ]はよく知られた邸宅で、モーツァルトはプラハ滞在中にそこで音楽家の友人であったドゥシェック夫妻との時間を楽しんだ。また、そこでは『ドン・ユアン』[『ドン・ジョヴァンニ』]のための楽曲を数曲書いた。邸宅近くの丘の頂上には別館が立てられていた。ある日、ドゥシェック夫人はモーツァルトにインク、ペン、メモ用紙を持たせると狡猾にも偉大なるモーツァルトをそこへ閉じ込め、『私の麗しい恋人よ、さようなら』の詩に書くと約束したアリアが出来上がるまで再び自由になることはないと告げたのであった。モーツァルトはその必要なものに従ったものの、ドゥシェック夫人が仕掛けた企みに仕返しを行うべく、アリアに様々な歌唱の難しいパッセージを使用し、横暴な友人に対して、もし初見で間違いなく歌うことに成功しなければ、ただちにこのアリアを破棄すると脅しをかけたのであった。
バーナード・ウィルソンはこの話に次のように付け足す。「アリア自体にこの話を確証づけるところがいくらかあるように思われる。歌詞の『Quest' affano, questo passo è terribile per me』（27-34小節）には半音階的進行が素晴らしくもつれた音があてがわれており、歌い手の音取りのセンスと解釈の力量を芸術的に測っている。自筆譜にはモーツァルト直筆でドゥシェック夫人の名前が書かれているため、彼女はこの『恐ろしい一節』（passo terribile）を凌ぎ切ったらしい。」
1789年にドゥシェックはモーツァルトがドイツツアーの途上、ドレスデンとライプツィヒで開催したコンサートにおいて、他のアリアに加えてこの作品を披露している。
メイナード・ソロモンはモーツァルトとドゥシェックが恋人関係であったという説を唱えている。この説には反論もある。

## 評価
ドゥシェックの声はその音域の広さと柔軟性を賞賛されていた。彼女のファンはイタリアの著名なコロラトゥーラであったカテリーナ・ガブリエッリになぞらえて、彼女を「ボヘミアのガブリエッリ」と呼んでいた。『ニューグローヴ世界音楽大事典』は彼女の歌唱をこう評している。「彼女は声の質、音域、柔軟性について、またその楽才、そして華麗なアリアとレチタティーヴォの両方を見事に歌いきることによって評価されていた。」